# Europäisches Museum des Jahres
Das 1977 gegründete Europäische Museums Forum (EMF) zeichnet jährlich ein Museum als Europäisches Museum des Jahres aus. Der Preis stand unter der Schirmherrschaft von Königin Fabiola von Belgien und wird meist in Kooperation mit dem Museumspreis des Europarates verliehen.
Der Preis wird entweder an ein neu eröffnetes Museum oder ein Museum mit kürzlich komplett modernisierter Ausstellung vergeben. Die Jury achtet besonders auf phantasievolle Interpretation und Präsentation, Ausstattung, Finanzen, soziale Verantwortung, Aufklärungsarbeit, Marketing und Management. Das ausgezeichnete Museum erhält für ein Jahr die Skulptur The Egg von Henry Moore als Leihgabe.
Aus der Reihe der Bewerbungen veröffentlicht das Preiskomitee eine Liste nominierter Bewerber, unter denen neben dem Gewinner des European Museum of the Year Award (EMYA) weitere Preisträger, darunter bis 2009 auch der des technikhistorisch orientierten Luigi Micheletti Awards, der des Preises des Europarates und Special Commendations ausgewählt werden. Seit 2010 stiften die Trustees of the European Museum Forum den Kenneth Hudson Award, dessen erster Preisträger das Museum für Verhütung und Schwangerschaftsabbruch in Wien ist. 2011 wurde der Preis an das Museum der zerbrochenen Beziehungen in Zagreb verliehen.

## Preisträger
| Jahr | Museum                                     | Stadt               | Land                   |
| ---- | ------------------------------------------ | ------------------- | ---------------------- |
| 1977 | Ironbridge Gorge Museum Trust              | Ironbridge          | Vereinigtes Königreich |
| 1978 | Städtisches Museum Schloss Rheydt          | Mönchengladbach     | Deutschland            |
| 1979 | Museum der Camargue                        | Arles               | Frankreich             |
| 1980 | Staatliches Museum Katharinenkonvent       | Utrecht             | Niederlande            |
| 1981 | Museum der Volkskunst                      | Nafplion            | Griechenland           |
| 1982 | Kunstgeschichtliches Museum                | Saint-Denis         | Frankreich             |
| 1983 | Museum Sarganserland                       | Sargans             | Schweiz                |
| 1984 | Zuiderzeemuseum                            | Enkhuizen           | Niederlande            |
| 1986 | Stockholms medeltidsmuseum                 | Stockholm           | Schweden               |
| 1987 | Beamish Museum                             | Stanley             | Vereinigtes Königreich |
| 1988 | Brandts Klædefabrik                        | Odense              | Dänemark               |
| 1989 | Sundsvall Museum                           | Sundsvall           | Schweden               |
| 1990 | Ökomuseum der Region Fourmies-Trélon       | Fourmies            | Frankreich             |
| 1991 | Leventis-Museum                            | Nikosia             | Zypern                 |
| 1992 | Landesmuseum für Technik und Arbeit        | Mannheim            | Deutschland            |
| 1993 | Alta Museum                                | Alta                | Norwegen               |
| 1994 | Dänisches Nationalmuseum                   | Kopenhagen          | Dänemark               |
| 1995 | Olympisches Museum                         | Lausanne            | Schweiz                |
| 1996 | Museum des rumänischen Bauern              | Bukarest            | Rumänien               |
| 1997 | Museum für anatolische Zivilisationen      | Ankara              | Türkei                 |
| 1998 | National Conservation Centre               | Liverpool           | Vereinigtes Königreich |
| 1999 | Französisches Spielkartenmuseum            | Issy-les-Moulineaux | Frankreich             |
| 2000 | Guggenheim-Museum                          | Bilbao              | Spanien                |
| 2001 | National Railway Museum                    | York                | Vereinigtes Königreich |
| 2002 | Chester Beatty Library                     | Dublin              | Irland                 |
| 2003 | Victoria and Albert Museum                 | London              | Vereinigtes Königreich |
| 2004 | Archäologisches Museum                     | Alicante            | Spanien                |
| 2005 | Niederländisches Freilichtmuseum           | Arnheim             | Niederlande            |
| 2006 | Naturmuseum CosmoCaixa                     | Barcelona           | Spanien                |
| 2007 | Deutsches Auswandererhaus                  | Bremerhaven         | Deutschland            |
| 2008 | KUMU Art Museum                            | Tallinn             | Estland                |
| 2009 | Salzburg Museum                            | Salzburg            | Österreich             |
| 2010 | Ozeaneum Stralsund                         | Stralsund           | Deutschland            |
| 2011 | Gallo-Römisches Museum Tongern             | Tongern             | Belgien                |
| 2012 | Museo de Madinat al-Zahra                  | Córdoba             | Spanien                |
| 2013 | Riverside Museum                           | Glasgow             | Vereinigtes Königreich |
| 2014 | Das Museum der Unschuld                    | Istanbul            | Türkei                 |
| 2015 | Rijksmuseum                                | Amsterdam           | Niederlande            |
| 2016 | Museum der Geschichte der polnischen Juden | Warschau            | Polen                  |
| 2017 | Museum für Völkerkunde der Stadt Genf      | Genf                | Schweiz                |
| 2018 | Design Museum London                       | London              | Vereinigtes Königreich |
| 2019 | Rijksmuseum Boerhaave                      | Leiden              | Niederlande            |
| 2020 | Stapferhaus                                | Lenzburg            | Schweiz                |
| 2021 | Naturalis Biodiversity Center              | Leiden              | Niederlande            |
| 2022 | Museum of the Mind                         | Haarlem             | Niederlande            |
| 2023 | Valencianisches Museum für Ethnologie      | Valencia            | Spanien                |
| 2024 | Siida-Museum                               | Inari               | Finnland               |
| 2025 | Manchester Museum                          | Manchester          | Vereinigtes Königreich |